# Тристаннид неодима
Тристаннид неодима (триоловонеодим) — бинарное неорганическое соединение
неодима и олова
с формулой NdSn3,
кристаллы.

## Получение
- Сплавление стехиометрических количеств чистых веществ:

{\displaystyle {\mathsf {Nd+3Sn\ {\xrightarrow {1170^{o}C}}\ NdSn_{3}}}}

## Физические свойства
Тристаннид неодима образует кристаллы
кубической сингонии,
пространственная группа P m3m,
параметры ячейки a = 0,4705 нм, Z = 1,
структура типа тримедьзолота AuCu3
.
Соединение конгруэнтно плавится при температуре 1170°С .
При низких температурах соединение становится антиферромагнетиком .